# Campagne de Fredericksburg
Batailles
Campagne de Fredericksburg
- Fredericksburg
- Mud March

La campagne de Fredericksburg est une série de mouvements et d'opérations militaires qui se déroula en Virginie, pendant l'hiver 1862-1863, sur le théâtre oriental de la guerre de Sécession.
Après l'échec de la tentative confédérée d'invasion du territoire de l'Union lors de la campagne du Maryland, Abraham Lincoln, déçu par la prestation de George McClellan, confie la conduite des opérations au major-général Ambrose Burnside, qui se met en situation d'affronter l'armée sudiste, commandée par Robert Lee, qui s'est repliée en Virginie.
Poussé à l'offensive par Lincoln, Burnside passe en Virginie, suit la rive nord de la Rappahannock et vient se placer en face de Fredericksburg. Il envisage de franchir la rivière et de diriger son attaque vers le sud pour menacer Richmond, la capitale rebelle. L'impressionnante préparation logistique que requiert cette opération laisse amplement le temps à Lee et à ses adjoints d'organiser leurs défenses. Lorsque les troupes de l'Union franchissent finalement la Rappahannock, le 13 décembre 1862, les Confédérés leur infligent une défaite écrasante à la bataille de Fredericksburg.
Après ce désastre, Burnside, critiqué de toutes parts et cherchant à sauver sa réputation, envisage de nouveaux plans d'attaque. Il choisit finalement de franchir la Rappahannock en amont de Fredericksburg. L'opération, lancée le 20 janvier 1863, s'enlise dans la boue et y gagne le surnom de « Mud march ». Ce sera la dernière initiative de Burnside à la tête de l'Armée du Potomac.

## Contexte
Au début du mois de novembre 1862, le président Abraham Lincoln, fatigué des atermoiements de George McClellan, le relève de son commandement à la tête de l'armée du Potomac et le remplace par le général Ambrose Burnside.
Burnside commence par faire avancer ses 110 000 hommes en direction de Falmouth (Virginie), le 17 novembre, et place deux corps d'armée en face de Fredericksburg, sur l'autre rive de la rivière Rappahannock. Il estime que son armée peut franchir la rivière avec l'appui de la marine de l'Union. Mais des retards liés à l'acheminement des pontons laissent le temps aux Confédérés de Stonewall Jackson d'arriver sur place pour soutenir James Longstreet, portant à 75 000 l'effectif sudiste retranché sur les hauteurs dominant Fredericksburg et la rive droite de la Rappahannock.

## Bataille de Fredericksburg

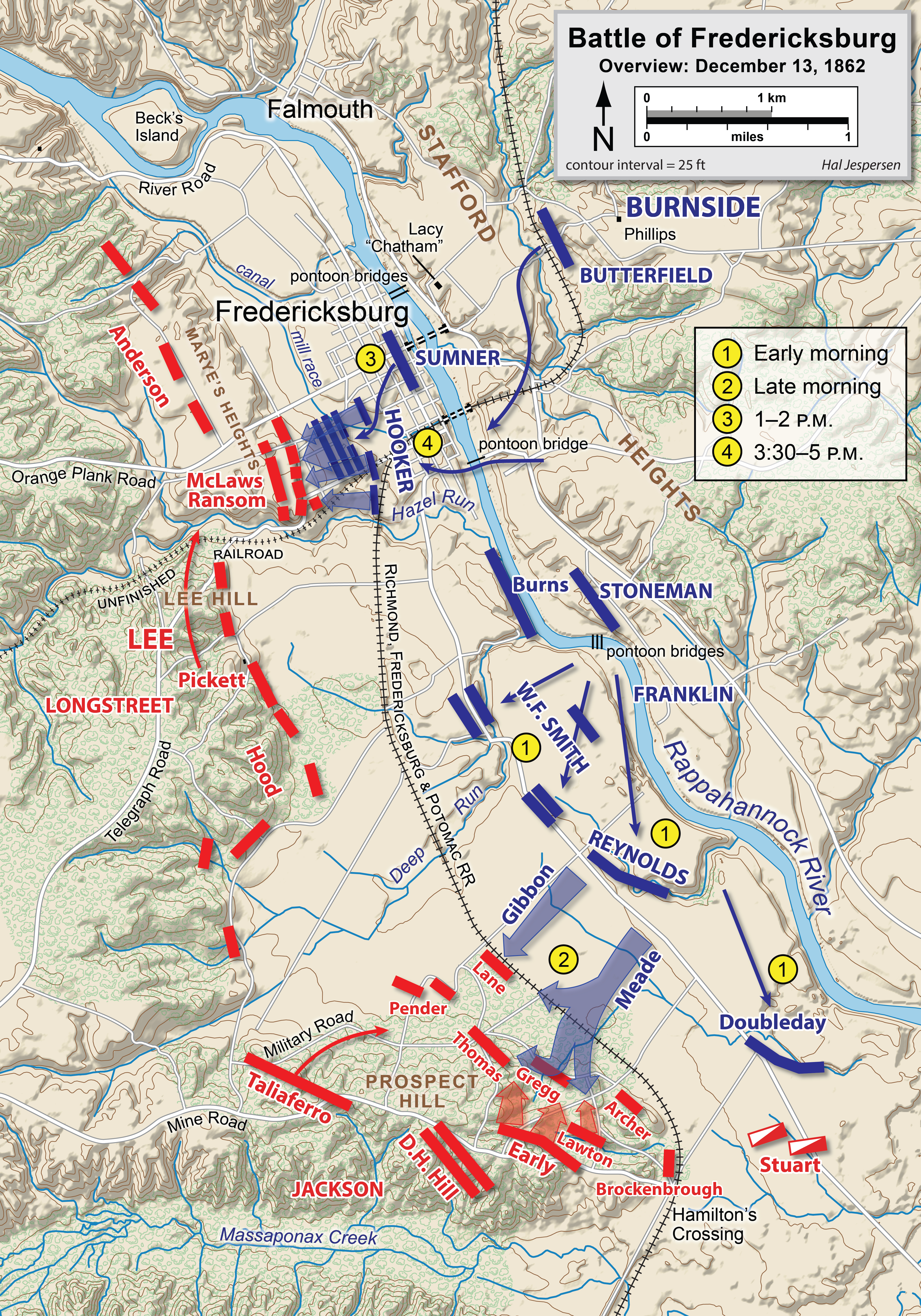
Carte de la bataille de Fredericksburg.

Burnside n'en décide pas moins de faire franchir la rivière à ses troupes en face des positions rebelles, qui s'étendent sur plus de 6 kilomètres et à 800 mètres en retrait de la rive. L'arrivée du corps de Longstreet prolonge les lignes sudistes de 5 kilomètres vers le sud-est.
Le 11 décembre, le génie de l'Union installe trois ponts flottants en face de Fredericksburg et trois autres à trois kilomètres en aval. Trois régiments nordistes prennent pied à Fredericksburg et chassent de ses positions la première ligne de défense confédérée, avant de piller la ville désertée par ses habitants.
Le 13 décembre, les nordistes s'avancent en direction de la colline de Prospect Hill où les Sudistes se sont retranchés. S'ensuivent des assauts répétés, meurtriers et inutiles. À la nuit tombante, les Nordistes ont perdu 13 000 hommes, tués et blessés, en particulier dans le secteur du mur de Marye's Heights. Dans le même temps, les sudistes ont perdu moins de 5 000 hommes.
Le 14 décembre, Burnside veut emmener son IXe Corps d'armée dans un ultime assaut, avant de se résigner et de repasser la Rappahannock.

## Mud March
Après la désastreuse défaite de Fredericksburg, Burnside cherche à sauver sa réputation et à redonner du moral à ses troupes en remportant une victoire. Il imagine d'attaquer les Confédérés par surprise : ses troupes franchiront la Rappahannock au sud de Fredericksburg et lanceront contre Lee une attaque de flanc, pendant que la cavalerie de l'Union, après avoir franchi la Rappahannock 20 miles plus au nord, attaquera ses arrières et coupera ses lignes de communication et d'approvisionnement.
Mais des officiers de l'état-major de Burnside, inquiets de la tournure des événements, avertissent Abraham Lincoln et celui-ci fait savoir à Burnside qu'il lui interdit de tenter une attaque aussi risquée. Burnside conçoit alors un autre plan : ses troupes traverseront la Rappahannock plus en amont, au nord de Fredericksburg. Le 20 janvier il lance une offensive qui s'enlise dans la boue provoquée par des pluies ininterrompues. Assailli de critiques, il finit par abandonner l'opération et donne l'ordre de revenir au camp.

## Conséquences
La défaite de Fredericksburg et les conditions épouvantables dans lesquelles tant d'hommes avaient trouvé une mort inutile provoquèrent une véritable crise de conscience dans l'armée et à Washington, où le Cabinet de Lincoln fut l'objet de tentatives de déstabilisation. L'état-major de l'Armée du Potomac devint un nœud de vipères où les généraux partisans du retour de McClellan ou de l'arrivée du major-général Joseph Hooker complotaient la perte de Burnside. Le fiasco de la Mud March fut la dernière initiative de Burnside à la tête de l'Armée du Potomac. Le 26 janvier 1863, profitant de la crise pour purger les conflits qui déchiraient l'Armée du Potomac, Lincoln l'envoya occuper un poste de commandement dans l'Ohio et le remplaça par Hooker.

## Pour en savoir plus
- Catton, Bruce. Glory Road, Garden City, NY : Doubleday and Company, 1952.  (ISBN 0-385-04167-5).
- Catton, Bruce, Terrible Swift Sword : The Centennial History of the Civil War, Volume 2, Doubleday, 1963,  (ISBN 0-385-02614-5).
- Eicher, David J., The Longest Night : A Military History of the Civil War, Simon & Schuster, 2001,  (ISBN 0-684-84944-5).
- Esposito, Vincent J., West Point Atlas of American Wars, Frederick A. Praeger, 1959.
- Foote, Shelby, The Civil War, A Narrative : Fredericksburg to Meridian, Random House, 1958,  (ISBN 0-394-49517-9).
- Gallagher, Gary W., Ed., The Fredericksburg Campaign : Decision on the Rappahannock, University of North Carolina Press, 1995,  (ISBN 0-8078-2193-4).
- Goolrick, William K., et les éditeurs de Time-Life Books, Rebels Resurgent : Fredericksburg to Chancellorsville, Time-Life Books, 1985,  (ISBN 0-8094-4748-7).
- Tucker, Spencer C., "First Battle of Fredericksburg", Encyclopedia of the American Civil War : A Political, Social, and Military History, Heidler, David S., and Heidler, Jeanne T., eds., W. W. Norton & Company, 2000,  (ISBN 0-393-04758-X).